# Mieszana Komisja Rozrachunkowa
Mieszana Komisja Rozrachunkowa (Смешанная Расчетная Комиссия) – jeden z organów wykonawczych zawartego traktatu ryskiego.
Komisja została powołana na podstawie artykułu Art. XVIII Traktatu ryskiego, celem dokonania rozliczeń finansowych.
W skład Mieszanej Komisji Rozrachunkowej weszły delegacje, polska oraz rosyjska.
Prezesami polskiej delegacji byli
- Józef Konstanty Karśnicki (1921-)

prezesami delegacji sowieckiej
- Leonid Obolenski (1921)
- prof. M. Pergament (1925)

Nie odnotowała żadnych efektów swej pracy.